# Mustafa Ismail

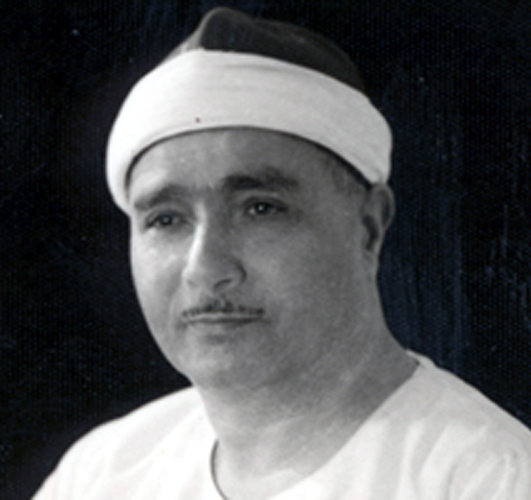
Mustafa Ismail

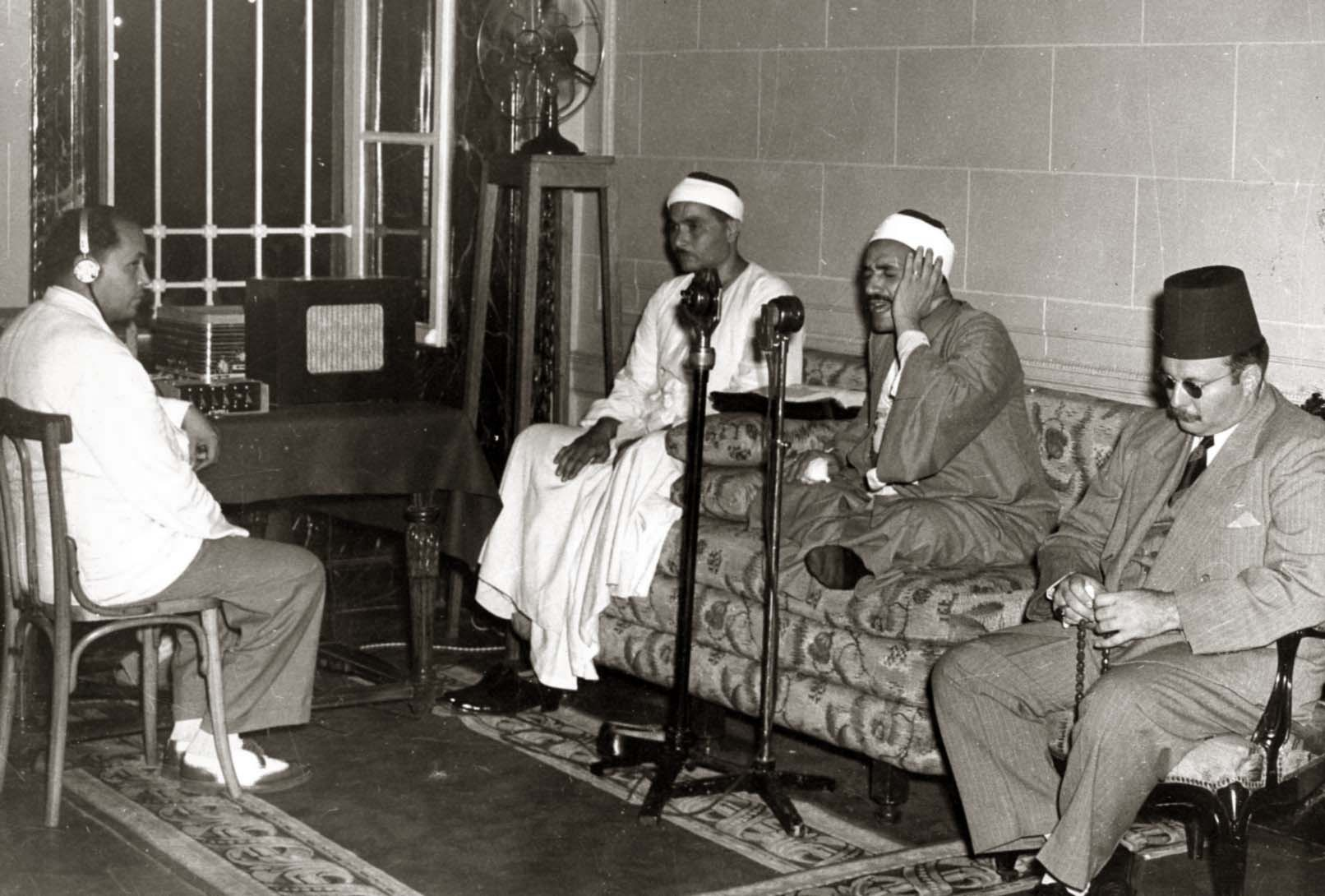
Mustafa Ismail no centro.

Mustafa Ismail é um Qari do Egito.
Nasceu em 17 de junho de 1905.